# Залата, Фёдор Дмитриевич
Не следует путать его с младшим братом Леонидом Залатой, тоже писателем
Фёдор Дмитриевич Залата (21 августа 1914 — 23 декабря 1993) — украинский советский писатель, прозаик.
В годы войны — следователь контрразведки СМЕРШ, в своих романах отразил и свой личный боевой опыт.
Автор трилогии «На юге», романов «Ствол» и «Он сделал все, что мог». Также известен как автор детских рассказов.

## Биография
Родился 21 августа 1914 года в селе Рождественское на Херсонщине, в бедной крестьянской семье.
В 1930 году вступил в комсомол, работал старшим пионервожатым средней образцовой школы им. Ленина в городе Геническе, заведующим отделом пионеров Генического райкома комсомола. Был комсоргом артели «Производственник» (Генический арматурный завод). Окончил рабочий факультет в Харькове.
В 1936 году призван на прохождение срочной службы, в 1939 году окончил Московское пограничное училище.

### В годы войны
Участник Великой Отечественной войны с её первого дня и до Победы. Первое звание — лейтенант, последнее — майор.
Уже на рассвете 22 июня 1941 года будучи командиром роты истребительного пограничного отряда вступил в бой с гитлеровцами на берегу реки Сана, при этом всего в четырёхстах метрах в доме местного жителя поляка находилась жена и маленькая дочь Фёдора Залаты. Их удалось вытащить из горящего дома.

Хорошо помню любопытный эпизод. Мы заняли оборону в кювете дороги. Вдруг во ржи показался немец. До него было не более пятидесяти метров. Я уже нацелился в него, но. Он молча принялся махать рукой, как бы приказывая нам оглянуться назад. Инстинктивно оглянувшись, я понял в чём дело: по высылке нас обходила большая группа автоматчиков.
 Спасибо тому неизвестному немцу: нам удалось выскользнуть из западни.— Фёдор Залата
Затем участвовал в боях под Яворовым, в районе Злочева. Из-под Бахмача полк был переброшен на север под Москву, затем на Волховский и на Ленинградский фронт.
Сначала служил в разведке, затем в контрразведке СМЕРШ.
На 1944 год — капитан, старший следователь в отделе контрразведки СМЕРШ 86-й стрелковой дивизии 116-го стрелкового корпуса 2-й Ударной Армии. Член ВКП(б).

Принимал участие на фронте непосредственно в частях ведущих боевые действия ведя непримиримую борьбу с изменниками и предателями Социалистической Родины. … 
… Тов. Злата своей упорной и настойчивой работой во время следствия в августе-сентябре 1944 года вскрыл и разоблачил несколько шпионов и предателей, наносивших ранее большой ущерб интересам Советского Государства и Красной Армии.— из наградного листа на Орден Отечественной войны II степени за подписью начальника ОКР СМЕРШ 86 стрелковой дивизии майора Лисиченко, 17 сентября 1944 года
Принимал участие в боях под Львовом, Киевом, Ленинградом, затем — в составе частей 3-го Прибалтийского, 2-го Белорусского фронтов.

### После войны
После войны служил в органах КГБ, демобилизовался в 1950 году.
Первый рассказ — «Однажды в ливень» — был опубликован в 1951 году. В 1953 году принят в Союз писателей СССР. Активно писал и печатался.
Одиннадцать лет (1968—1979) был председателем Днепропетровской областной организации Союза писателей СССР.
Избирался депутатом Днепропетровского областного Совета депутатов трудящихся, кандидат обкома Коммунистической партии Украины.
В 1960 году за успехи в области художественной литературы награждён орденом Трудового Красного Знамени. В 1971 году писатель награждён вторым таким орденом.
Умер 23 декабря 1993 года. Похоронен в Днепропетровске на центральной аллее Сурско-Литовского кладбища. Рядом похоронена жена Александра Архиповна Залата (1920—2007).

## Творческое наследие
Автор произведений для детей: сборников сказок «Золотой ключик» (1956) и «Как заблудились журавли» (1958), песнии «Сказка-загадка о мальчишке Тарасике и золотом ключике» (1970).
Автор рассказа про Тараса Шевченко «Тарас в огне» (1961).
Многие книги написаны на основе личного опыта писателя, так в романе «Он сделал все, что мог», который автор посвятил «Подвигу чекистов-контрразведчиков на войне» повествуется о работе советских контрразведчиков в глубоком вражеском тылу во время войны: герой произведения советский разведчик Роман Козорог внедрён в готовящую диверсантов школу абвера.
Роман «Ствол» о советских рабочих-шахтёрах, строящих вертикальный шахтный ствол: парторге стройки Дейнега, принципиальном бригадире Лисняке, добром увальне Дудке, об их непримиримой борьбе с равнодушием и корыстью людей. Роман стал лауреатом всеукраинского конкурса, и даже в 2016 году не потерял актуальность, будучи назван газетой «Кузнецкий рабочий» в обзоре ко Дню шахтёра первым в серии обширной литературы о шахтёрах.
Произведения переведены на башкирский, армянский и венгерский языки.

### Тетралогия «На юге»
Как отметил литературный критик А. С. Стонгут, творческое лицо писателя определяет трилогия «На юге», «Перевал», «Жизнь и смерть» (четвёртая, заключительная книга «Узлы» вышла в 1980 году), работа над которой заняла у писателя четверть века. Сам Фёдор Злата называл своим учителем при создании этого эпического произведения Михаила Шолохова.
Трилогия, охватывающая период почти в 40 лет, рассказывает о событиях в южном Приднепровье, начиная с первых лет революции, через судьбу её героя Алексея Кущина — сперва деревенского мальчишки, которому довелось стать свидетелем событий Гражданской войны; затем — юноши, участника социалистических преобразований в деревне, и, наконец, участника Великой Отечественной войны.
Злата лично знал или встречался с людьми, которые послужили прообразами трилогии. Так, о двадцатитысячнике Литвиненко, рабочем из Днепропетровского завода имени Карла Либкнехта, он вспоминал: «Это был отличный человек, железной выдержки, родниковой чистоты, умница. Он и послужил прообразом Буруна из трилогии». А образ Нечипаса был навеян подслушанным рассказом двух мужчин на берегу пруда в Аскании Новой. И хотя романы трилогии были вымышлены, но примечательно, что земляки писателя говорили, что они знали героев, но только якобы в романе они выведены под другими фамилиями.
Трилогия высоко оценена критикой, так о первом романе «На юге» Юрий Смолич писал:

Эпопея Залаты охватывает большой период: гражданскую войну, время создания первых обществ совместной обработки земли, период сплошной коллективизации и начало первой пятилетки. Нужно сказать прямо: нелегкую творческую задачу поставил перед собой товарищ Залата в своей первой книге. Творческая задача автора осложнилась ещё и тем, что и о гражданской войне, и о начале коллективизации в советской литературе создано уже много книг, и среди них не мало книг хороших, очень хороших и даже получивших мировую известность. Федор Залата не побоялся этого и хорошо сделал: несмотря на многочисленные недостатки романа, автор дал читателю книгу, достойную пристального внимания.— Юрий Корнеевич Смолич

Талантливая книга, выдержавшая несколько изданий в Советском Союзе и за рубежом. В ней сконденсирован огромный жизненный опыт писателя, весь огонь души, его недюжинный талант прозаика. Мужественные страницы трилогии — часть биографии писателя. Опыт войны, встречи, жизненные наблюдения давали большой материал художнику.— А.С. Стонгут

Как и в лучших произведениях советской эпической прозы (а Ф. Залата не скрывает своего ученичества у М. Шолохова), история в освещении автора выступает как история революционного развития народных масс. Принцип построения массовых сцен — шолоховский. Здесь шолоховская полифония, шолоховский прием показа разнохарактерной толпы.— Литературный журнал «Дон», 1980
Литературовед Леонид Новиченко даже назвал главного героя романа двадцатипятитысячника Буруна «человеком из породы Давыдовых» — по главному герою романа Шолохова «Поднятая целина», однако, в то же время отмечено, что копирования Шолохова в романе Ф. Злата нет:

Похожесть же некоторых ситуаций объясняется прежде всего тем, что Ф. Залата, обратясь к событиям «года великого перелома», не мог пройти мимо типических явлений того времени. И появление, скажем, двадцатипятитысячника Буруна в романе Ф. Залаты «Перевал» — явление неизбежное. И то, что Ф. Залата много внимания уделяет Буруну, закономерно.
В 1980 году, когда вышла последняя, четвёртая книга тетралогии — «Узлы», журнал «Молодая Гвардия» подвёл итог:

Фёдор Залата закончил тетралогию «На юге». Венчающий эпопею роман вышел недавно, а первый увидел свет четверть века тому назад. Со страниц как бы встают персонажи: бедняки и кулаки, революционеры в белогвардейцы, воины Красной Армии, строители послевоенной жизни — рабочие, колхозники, инженеры, партийные работники. Биографии героев выписаны рельефно и наделены присущими только им чертами — всего несколько страниц занимает дед Петро Горох, но как он нам запоминается!— журнал «Молодая Гвардия», 1982

## Награды
Награждён орденами Отечественной войны II степени (28.09.1944), двумя орденами Трудового Красного Знамени (1960, 1971), медалями «За боевые заслуги», «За оборону Ленинграда», «За взятие енигсберга», «За победу над Германией в Великой Отечественной войне 1941—1945 гг.» и др.